# Eugenia d'Alsazia
Eugenia di Alsazia (VII secolo – Mont Sainte-Odile, 16 settembre 735) è stata una badessa e santa franca.
Fu la seconda badessa dell'abbazia di Hohenbourg dal 721 al 735. Era figlia di Adalberto I d'Alsazia, duca della contea d'Alsazia, nipote di sant'Ottilia e sorella di sant'Attala († 741). Viene celebrata il 16 settembre, giorno della sua morte.

## Agiografia
Eugenia seguì le tracce della zia santa Ottilia e mantenne la regolarità e la disciplina e come la zia diede l'esempio di grandi virtù alla sua comunità. Lo spirito della pia fondatrice regnava in queste due case e forniva un edificante spettacolo per la Bassa Alsazia, la vista cioè di due giovani vergini nate nelle prime famiglie del paese rinunciare ad una vita di agi e comodità per consacrarsi alle pratiche penitenziali. Eugenia diresse l'abbazia per quindici anni e dopo la sua morte fu proclamata santa. La sua salma venne inumata nella cappella di san Giovanni Battista, vicino alla tomba della zia Ottilia. Le sue reliquie vi furono conservate fino a che, durante la guerra dei trent'anni gli svedesi invasero il Monte Santa Ottilia, saccheggiarono l'abbazia, violarono la tomba di Eugenia disperdendone i resti ivi conservati. Di questi si trovarono solo poche reliquie oggi conservate nelle chiese di Obernai e di Willgottheim

## Ascendenza
|                       |   |                       | Genitori                |  |  | Nonni |  |  | Bisnonni |  |  | Trisnonni |  |
|                       |   |                       |                         |  |  |       |  |  | Adalrico |  |  | …         |  |
|                       |   |                       |                         |  |  |       |  |  | Adalrico |  |  | …         |  |
|                       |   | …                     |                         |  |  |       |  |  | Adalrico |  |  |           |  |
| Eticone               |   |                       |                         |  |  |       |  |  | Adalrico |  |  |           |  |
|                       |   | Hultrude di Burgundia | Guillebaud di Burgundia |  |  |       |  |  |          |  |  |           |  |
|                       |   | Hultrude di Burgundia | Guillebaud di Burgundia |  |  |       |  |  |          |  |  |           |  |
|                       |   | Hultrude di Burgundia | …                       |  |  |       |  |  |          |  |  |           |  |
| Adalberto I d'Alsazia |   | Hultrude di Burgundia |                         |  |  |       |  |  |          |  |  |           |  |
|                       |   | …                     | …                       |  |  |       |  |  |          |  |  |           |  |
|                       |   | …                     | …                       |  |  |       |  |  |          |  |  |           |  |
|                       |   | …                     | …                       |  |  |       |  |  |          |  |  |           |  |
| Berswinde             |   | …                     |                         |  |  |       |  |  |          |  |  |           |  |
|                       |   | …                     | …                       |  |  |       |  |  |          |  |  |           |  |
|                       |   | …                     | …                       |  |  |       |  |  |          |  |  |           |  |
|                       |   | …                     | …                       |  |  |       |  |  |          |  |  |           |  |
| Eugenia d'Alsazia     |   | …                     |                         |  |  |       |  |  |          |  |  |           |  |
|                       | … | …                     |                         |  |  |       |  |  |          |  |  |           |  |
|                       | … | …                     |                         |  |  |       |  |  |          |  |  |           |  |
|                       | … | …                     |                         |  |  |       |  |  |          |  |  |           |  |
| …                     | … |                       |                         |  |  |       |  |  |          |  |  |           |  |
|                       |   | …                     | …                       |  |  |       |  |  |          |  |  |           |  |
|                       |   | …                     | …                       |  |  |       |  |  |          |  |  |           |  |
|                       |   | …                     | …                       |  |  |       |  |  |          |  |  |           |  |
| Gerlinde di Pfalzel   |   | …                     |                         |  |  |       |  |  |          |  |  |           |  |
|                       |   | …                     | …                       |  |  |       |  |  |          |  |  |           |  |
|                       |   | …                     | …                       |  |  |       |  |  |          |  |  |           |  |
|                       |   | …                     | …                       |  |  |       |  |  |          |  |  |           |  |
| …                     |   | …                     |                         |  |  |       |  |  |          |  |  |           |  |
|                       |   | …                     | …                       |  |  |       |  |  |          |  |  |           |  |
|                       |   | …                     | …                       |  |  |       |  |  |          |  |  |           |  |
|                       |   | …                     | …                       |  |  |       |  |  |          |  |  |           |  |
|                       |   | …                     |                         |  |  |       |  |  |          |  |  |           |  |